# Liste der Einträge im National Register of Historic Places im Goliad County
Die Liste der Registered Historic Places im Goliad County führt alle Bauwerke und historischen Stätten im texanischen Goliad County auf, die in das National Register of Historic Places aufgenommen wurden.

## Aktuelle Einträge
| Lfd. Nr. | Name im NRHP                                                      | Bild | Datum der Eintragung | Adresse/Lage                                                                  | Ort      | NRHP-ID  | Beschreibung |
| -------- | ----------------------------------------------------------------- | ---- | -------------------- | ----------------------------------------------------------------------------- | -------- | -------- | ------------ |
| 1        | Capt. Barton Peck House                                           |      | 23. Feb. 1979        | W of Goliad at Hill and Post Oak St.                                          | Goliad   | 79002947 |              |
| 2        | Charles H. and Catherine B. Baker House                           |      | 25. Juli 1985        | 401 S. Commercial St.                                                         | Goliad   | 85001616 |              |
| 3        | Dr. L. W. and Martha E. S. Chilton House                          |      | 9. Apr. 1998         | 242 N. Chilton St.                                                            | Goliad   | 98000354 |              |
| 4        | Fair Oaks Ranch                                                   |      | 8. März 2007         | 14509 US 59 S                                                                 | Berclair | 07000127 |              |
| 5        | Goliad County Courthouse Historic District                        |      | 29. Juni 1976        | Roughly bounded by E. Franklin, S. Washington, E. Fannin, and S. Chilton Sts. | Goliad   | 76002034 |              |
| 6        | Goliad State Park Historic District                               |      | 12. März 2001        | US 183 at San Antonio River                                                   | Goliad   | 01000258 |              |
| 7        | Jessie W. Stoddard House                                          |      | 29. Jan. 1992        | Jct. of US 183, Fannin and Hord Sts.                                          | Goliad   | 91002020 |              |
| 8        | Nuestra Senora del Espiritu Santo de Zuniga Site                  |      | 22. Aug. 1977        | Address Restricted                                                            | Goliad   | 77001446 |              |
| 9        | Old Market House Museum                                           |      | 18. Okt. 1972        | S. Market and Franklin Sts.                                                   | Goliad   | 72001362 |              |
| 10       | Presidio Nuestra Senora de Loreto de la Bahia                     |      | 24. Dez. 1967        | 1 mi. S of Goliad State Park on U.S. 183                                      | Goliad   | 67000024 |              |
| 11       | Ruins of Mission Nuestra Senora del Rosario de los Cujanes        |      | 22. Sep. 1972        | Address Restricted                                                            | Goliad   | 72001363 |              |
| 12       | San Antonio River Valley (West of Goliad) Rural Historic District |      | 14. Dez. 1995        | Address Restricted                                                            | Goliad   | 95001453 |              |